# Poecilosomella dudai
Poecilosomella dudai är en tvåvingeart som beskrevs av Hackmann 1977. Poecilosomella dudai ingår i släktet Poecilosomella och familjen hoppflugor. Inga underarter finns listade i Catalogue of Life.